# Крідмор (Техас)
Крідмор (англ. Creedmoor) — місто (англ. city) в США, в окрузі Тревіс штату Техас. Населення — 458 осіб (2020).

## Географія
Крідмор розташований за координатами 30°5′45″ пн. ш. 97°44′43″ зх. д. / 30.09583° пн. ш. 97.74528° зх. д. (30.095861, -97.745367).  За даними Бюро перепису населення США в 2010 році місто мало площу 5,91 км², з яких 5,91 км² — суходіл та 0,00 км² — водойми.

## Демографія
Згідно з переписом 2010 року, у місті мешкали 202 особи в 75 домогосподарствах у складі 55 родин. Густота населення становила 34 особи/км².  Було 86 помешкань (15/км²).
Расовий склад населення:
| - 69,3 % — білих - 1,0 % — корінних американців - 0,5 % — вихідців з тихоокеанських островів - 27,2 % — осіб інших рас |

До двох чи більше рас належало 2,0 %. Частка іспаномовних становила 56,4 % від усіх жителів.
За віковим діапазоном населення розподілялося таким чином: 22,8 % — особи молодші 18 років, 65,8 % — особи у віці 18—64 років, 11,4 % — особи у віці 65 років та старші. Медіана віку мешканця становила 42,8 року. На 100 осіб жіночої статі у місті припадало 110,4 чоловіків;  на 100 жінок у віці від 18 років та старших — 119,7 чоловіків також старших 18 років.
Середній дохід на одне домашнє господарство  становив 54 329 доларів США (медіана — 41 250), а середній дохід на одну сім'ю — 63 176 доларів (медіана — 51 875). За межею бідності перебувало 17,5 % осіб, у тому числі 0,0 % дітей у віці до 18 років та 8,8 % осіб у віці 65 років та старших.
Цивільне працевлаштоване населення становило 79 осіб. Основні галузі зайнятості: будівництво — 27,8 %, роздрібна торгівля — 25,3 %, публічна адміністрація — 11,4 %, освіта, охорона здоров'я та соціальна допомога — 8,9 %.